# Josef Hladík (kněz)
Josef Hladík (8. března 1926 Březí – 19. října 2008 Brno) byl český římskokatolický kněz, nositel titulu monsignore, dlouholetý farní vikář u sv. Jakuba v Brně.
Kněžské svěcení přijal 16. dubna 1950 v Brně, jeho světitelem byl brněnský sídelní biskup Karel Skoupý. Vzápětí po vysvěcení strávil více než tři roky u PTP. Jeho první kněžské působiště byla Náměšť nad Oslavou, od srpna 1955 až do své smrti působil ve farnosti u kostela sv.
Jakuba v Brně, nejdříve jako kaplan, v pozdějších letech jako administrátor a farář.
Dne 5. dubna 2000 ho papež Jan Pavel II. jmenoval „kaplanem Jeho Svatosti“.